# E guardo il mondo da un oblò
E guardo il mondo da un oblò è un film del 2007, scritto, diretto ed interpretato da Stefano Calvagna. Il film, eccetto per la scena finale, è ambientato interamente in una lavanderia a gettoni.
Il titolo del film è un chiaro riferimento al celebre verso della canzone Luna di Gianni Togni.

## Trama
Lasciato dalla fidanzata Valentina ed in continuo contrasto con i genitori per aver interrotto gli studi, il giovane Mike decide di dedicarsi a tempo pieno alla lavanderia a gettoni che gestisce, isolandosi dai problemi della sua vita al di fuori del lavoro. Mike trascorre l'intera giornata accogliendo clienti di ogni genere ed estrazione sociale e dispensando loro i giusti consigli per affrontare al meglio ogni difficoltà; l'opportunità di incontrare ogni giorno gente nuova, spesso più bisognosa di esprimere le proprie preoccupazioni piuttosto che lavare la propria biancheria, dà modo a Mike di confrontarsi con loro e fare un bilancio della sua vita. Dopo aver conosciuto Laura, una ragazza complessata ed ipocondriaca, troverà insieme a lei la forza di uscire dal suo isolamento e di tornare a vivere una vita normale.

## Colonna sonora
- Luna, di Gianni Togni.